# Saint-Silvain-Bas-le-Roc-Leukogranit
Der Saint-Silvain-Bas-le-Roc-Leukogranit ist eine kleine Intrusion aus Leukogranit, die an der Wende Karbon/Perm in das Marche-Terran am Nordrand des Massif Central eingedrungen war. Sie zeichnet sich durch spektakuläre Verwitterungsformen aus.

## Etymologie
Der Leukogranit ist nach seiner Typlokalität, der Gemeinde Saint-Silvain-Bas-le-Roc im Département Creuse, benannt.

## Geographie

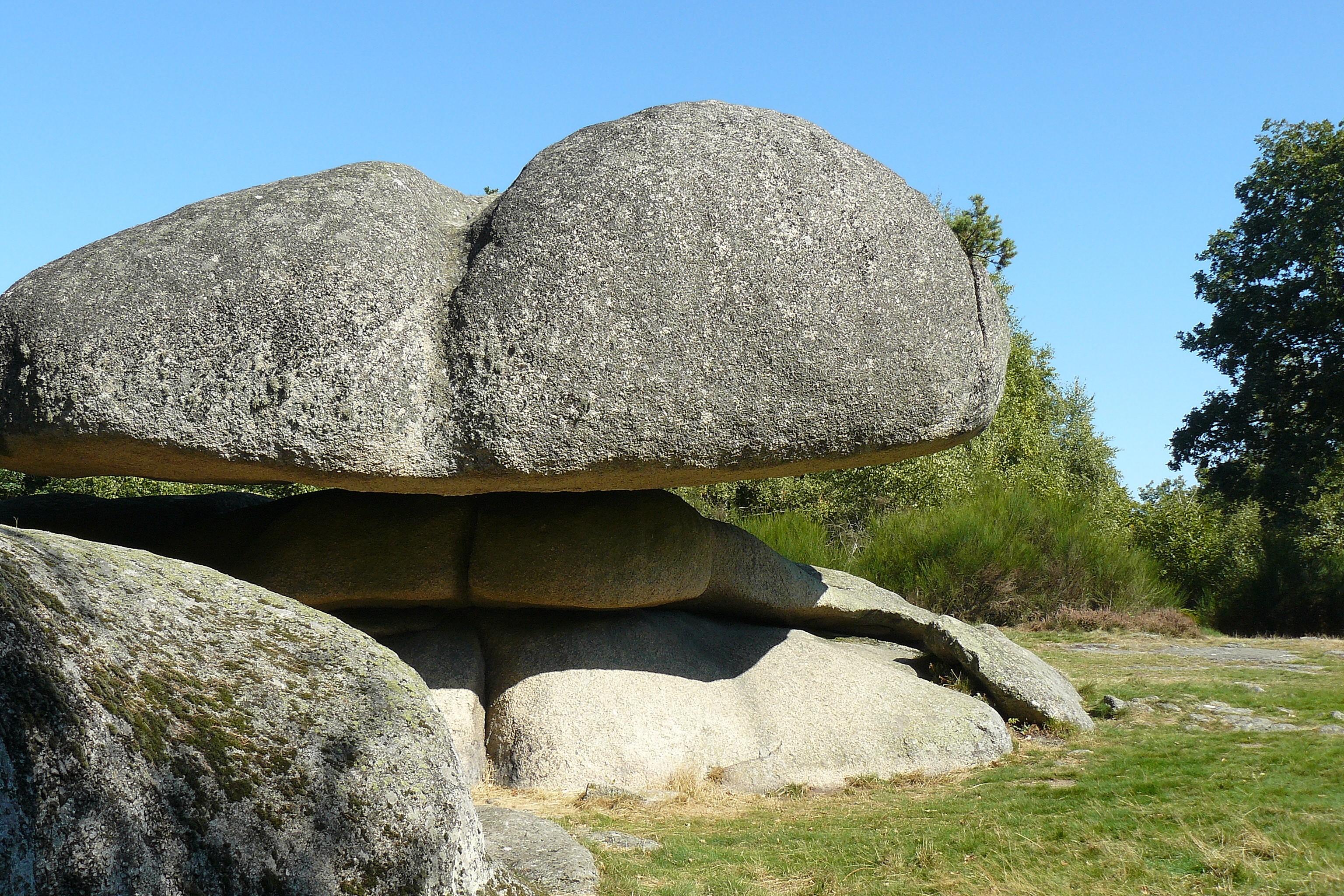
Die Pierres Jaumâtres bestehen aus dem Saint-Silvain-Bas-le-Roc-Leukogranit

Die kleine, nahezu kreisrunde, leicht in die Ostnordost-Richtung ausgelängte Leukogranitintrusion mit 4,7 bis 6,5 Kilometer Durchmesser hat ihren Mittelpunkt 3,5 Kilometer nördlich von Toulx-Sainte-Croix bzw. 3,5 Kilometer südlich von Boussac. Sie erreicht in den Pierres Jaumâtres eine Meerhöhe von 581 Meter.

## Geomorphologie

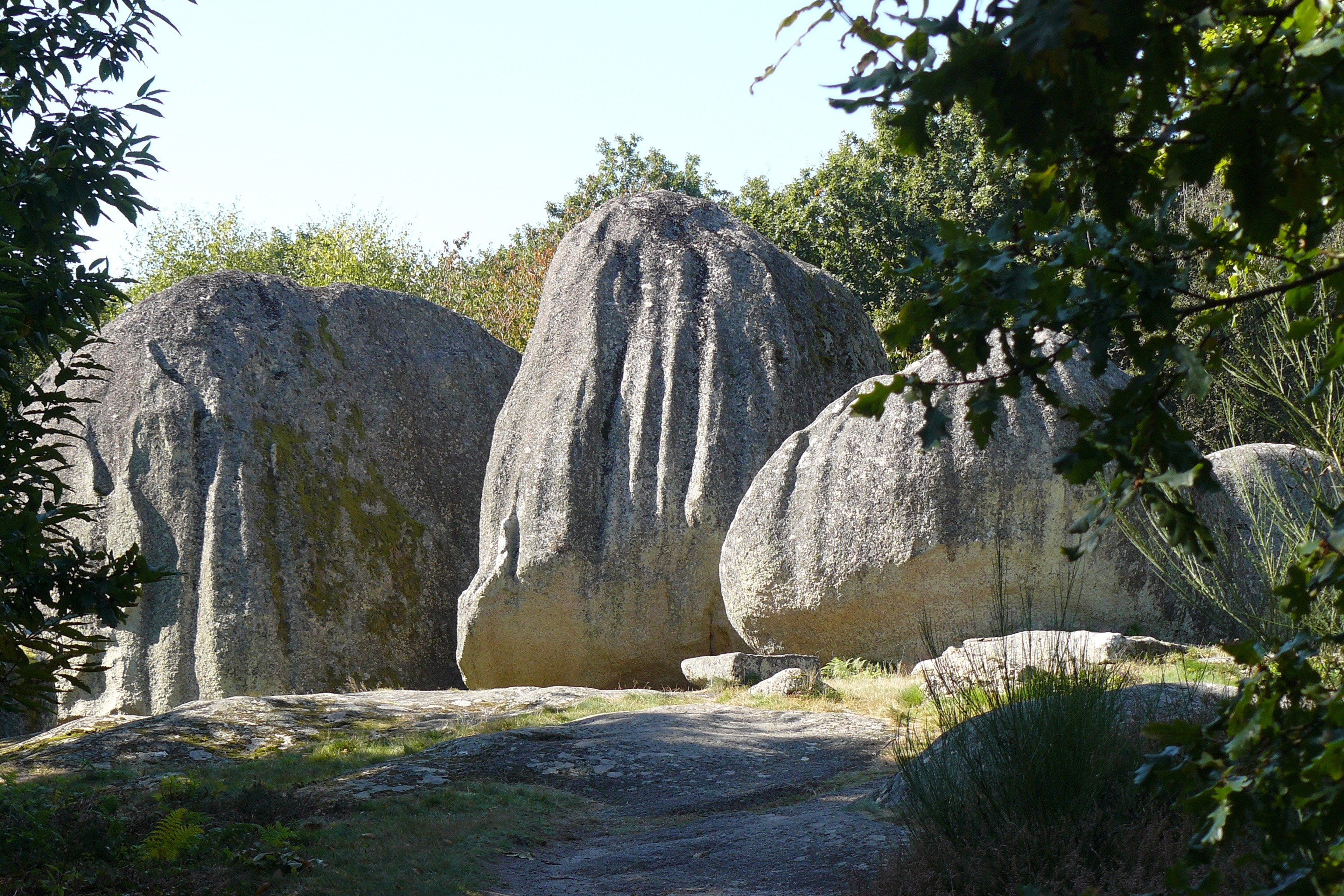
Felsenmeerblöcke in den Pierres Jaumâtres mit senkrechten Rinnen

Der Saint-Silvain-Bas-le-Roc-Leukogranit verwittert zu beeindruckenden kubikmetergroßen Rundformen, die in den Pierres Jaumâtres ein Felsenmeer bilden. Einige der Blöcke werden von senkrechten Rinnen oder Kannelüren überzogen, welche in ihrer Form sehr an Rinnenkarren erinnern. Auch Pseudokarstformen wie Kamenitzas (Napfkarren, vom Niederschlag geschaffene Rundbecken) und deren Ablaufrinnen lassen sich beobachten.
Bedingt durch die Alpen- und Pyrenäenorogenese war das bereits eingeebnete Massif Central zu Beginn des Tertiärs wieder herausgehoben worden, so dass die Erosion daher erneut verstärkt ansetzen konnte. Begünstigt durch das herrschende subtropische Klima griff die Verwitterung den Leukogranit entlang seiner Bruchsysteme an und drang mehrere Meter tief in ihn ein. Seine Feldspäte zersetzten sich hierbei in situ zu Tonmineralen. Für die Entstehung der Felsenmeere waren jedoch letztendlich die Kaltzeiten des Pleistozäns verantwortlich, da ihr verstärkter Niederschlag gekoppelt mit extremen Temperaturschwankungen (Frostsprengung) das Gefüge des Leukogranits weiter aufbrach, die Tonminerale herauswusch und so die einzelnen Blöcke freilegte. Die vormals eckigen Blöcke rundeten sich dann sukzessive ab. Ausschlaggebend für den Bildungsprozess waren insbesondere die letzten 100.000 Jahre, d. h. die jüngste Eiszeit des Würms.

## Geologie

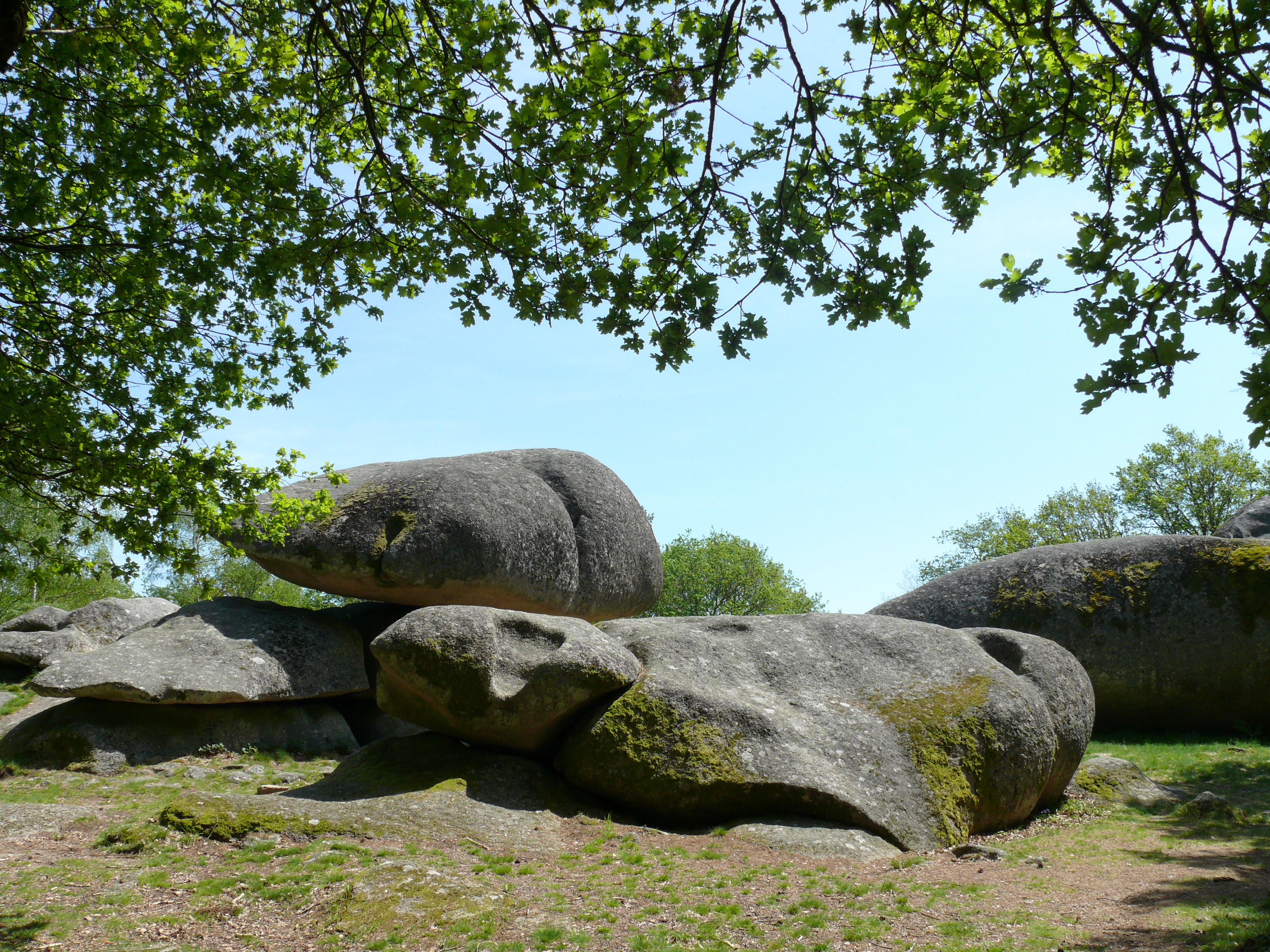
Bildung von Kamenitzas und Ablaufrinnen

Der Leukogranit durchschneidet im Westen und Südwesten den Jalesches-Granit und den Chanon-Granit mit seinen drei Fazies, wird aber seinerseits im Süden vom Toulx-Sainte-Croix-Leukogranit intrudiert. Im Osten erscheint erneut der Chanon-Granit. Im Norden verdeckt er die Marche-Störung und grenzt sodann an den Boussac-Migmatit.
Der Saint-Silvain-Bas-le-Roc-Leukogranit sitzt unmittelbar auf der Marche-Störung – der Terrangrenze zwischen dem migmatitischen Boussac-Terran im Norden und dem Marche-Terran im Süden. Er vernarbt sozusagen die Terrangrenze und kann daher als stitching pluton angesehen werden. Die Marche-Störung ist Teil der Marche-Combrailles-Störungszone – einer bedeutenden Scherzone im nördlichen Massif Central und Verlängerung eines Seitenastes der Südarmorikanischen Scherzone (abgekürzt SASZ).
Etwa 10 Kilometer weiter ostnordöstlich folgt der geochemisch durchaus vergleichbare Grand-Roche-Leukogranit – eine kreisrunde Intrusion mit 3 bis 4 Kilometer Durchmesser, die ebenfalls die Marche-Störung maskiert.

## Petrologie
Der Saint-Silvain-Bas-le-Roc-Leukogranit ist ein meist grauer, gelegentlich auch rosafarbener grobkörniger Zweiglimmergranit. Die durchschnittlichen Korngrößen bewegen sich zwischen 2 und 5 Millimeter, mit zwischen 2 und 3 Zentimeter großen Feldspat-Phänokristallen. Die Struktur ist gleichkörnig.

### Mineralogie

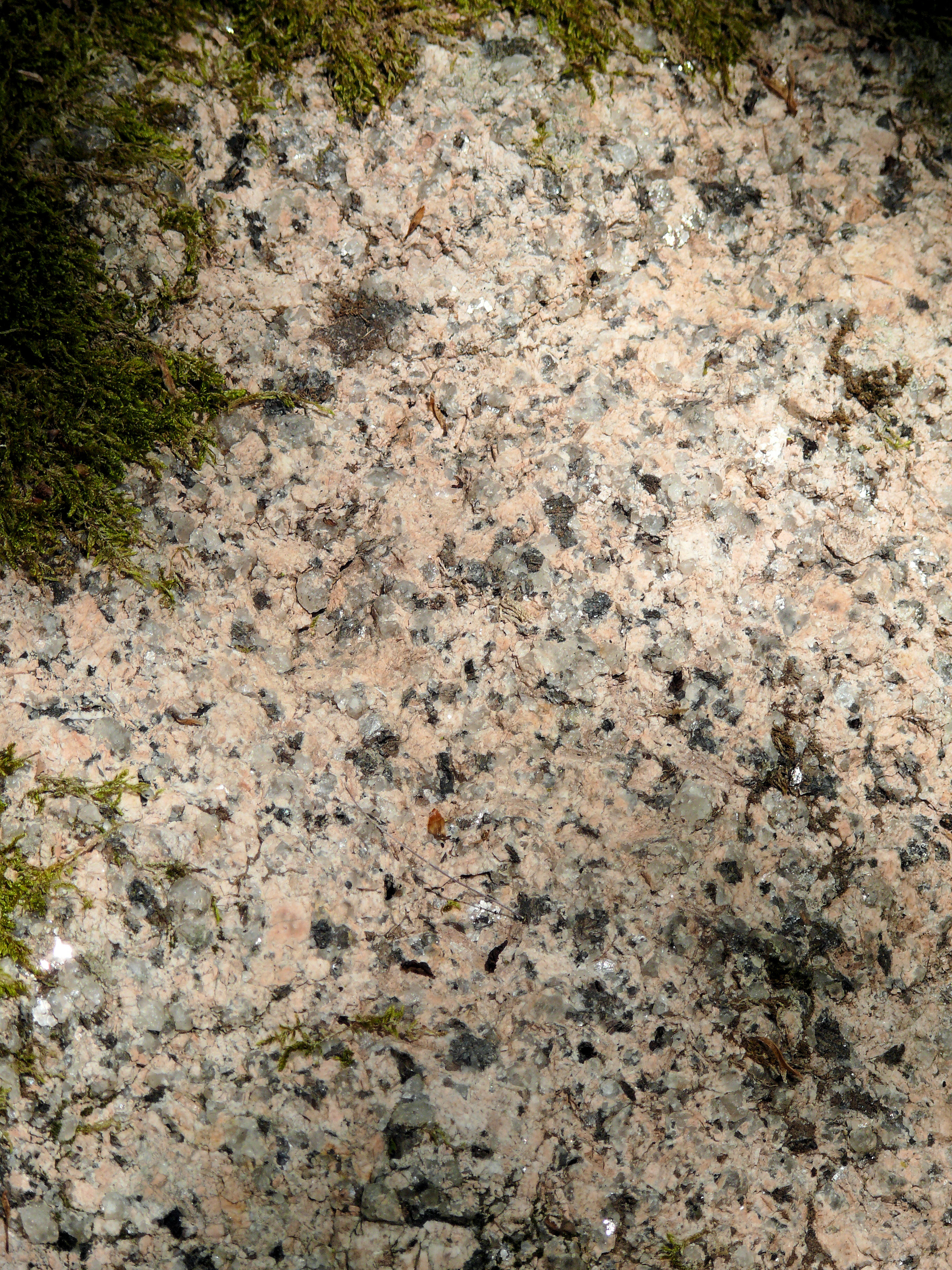
Nahaufnahme des rosafarbenen Leukogranits

Der Leukogranit baut sich aus folgenden Mineralen auf:
- Alkalifeldspat
- Plagioklas
- Quarz
- Biotit
- Muskovit
- Turmalin

Als Akzessorien fungieren Apatit, Zirkon und Opakminerale.
Der idiomorphe Alkalifeldspat führt große Perthite, zeigt Karlsbader Zwillinge und enthält Einschlüsse von Biotit und Plagioklas. In der Mesostase des Gesteins lassen sich kleine Alkalifeldspatkristalle mit Mikroklinzwillingen erkennen. Diese Kristalle sind manchmal von Albit umschlossen. Der Plagioklas bildet Kristalle im Zentimeterbereich. Der hypidiomorphe Quarz ist gelegentlich leicht bläulich und globulär ausgebildet. Der relativ seltene Biotit ist hellbraun und nur schwach pleochroisch. Er kann als bis zu einen Zentimeter große, in sich gebogene Blätter auftreten. Oft wird er von Muskovit umringt. Die Muskovitlamellen sind mit Biotit assoziiert und können als Einschlüsse oder als Alterationsprodukt in Feldspäten auftreten. Im Leukogranit ist die Muskovitisation des Alkalifeldspats oft sehr weit vorangeschritten. Der Turmalin erscheint im Kontaktbereich mit dem Toulx-Sainte-Croix-Leukogranit als xenomorphe Zwickelfüller. Er zeigt keinerlei Assoziation mit Biotit.

### Chemische Zusammensetzung
Angeführt zum Vergleich umgebende Leukogranite wie der Jalesches-Leukogranit, der Grand-Roche-Leukogranit und der Toulx-Sainte-Croix-Leukogranit, die alle wesentlich SiO2-reicher sind.
Der Saint-Silvain-Bas-le-Roc-Leukogranit hat verglichen mit dem Jalesches-Leukogranit eine wesentlich stärkere Albitisierung und Muskovitisierung erfahren, welche vom Toulx-Sainte-Croix-Leukogranit noch übertroffen wird. Die Bildung von Turmalin am Rand des Leukogranits war vom Toulx-Sainte-Croix-Leukogranit induziert worden.
| Oxid Gew. %         | Saint-Silvain-Bas-le-Roc Leukogranit | Jalesches Leukogranit | Grand-Roche Leukogranit | Toulx-Sainte-Croix Leukogranit |
| ------------------- | ------------------------------------ | --------------------- | ----------------------- | ------------------------------ |
| SiO2                | 68,83                                | 72,90                 | 74,29                   | 74,73                          |
| TiO2                | 0,13                                 | 0,25                  | 0,09                    | 0,06                           |
| Al2O3               | 17,14                                | 14,70                 | 14,73                   | 14,32                          |
| Fe2O3               | 1,55                                 | 1,97 tot              | 1,00                    | 0,72 tot                       |
| FeO                 | 0,93                                 |                       | 0,72                    |                                |
| MnO                 | 0,05                                 | 0,05                  | 0,02                    | 0,06                           |
| MgO                 | 0,21                                 | 0,39                  | 0,18                    | 0,07                           |
| CaO                 | 0,15                                 | 0,54                  | 0,18                    | 0,14                           |
| Na2O                | 3,72                                 | 3,50                  | 3,52                    | 3,96                           |
| K2O                 | 5,45                                 | 4,58                  | 4,44                    | 4,24                           |
| P2O5                | 0,49                                 |                       | 0,44                    | 0,42                           |
| Flüssigkeitsverlust | 1,51                                 | 1,49                  | 1,27                    | 0,92                           |

Der Saint-Silvain-Bas-le-Roc-Leukogranit ist ein Quarz-normatives und daher an Silicium gesättigtes Gestein. Außerdem ist er Korund-normativ und an Aluminium gesättigt, d. h. peraluminos und mit einem A'/F = 3,04 gleichzeitig hyperaluminos. Der Leukogranit ist ferner an Gesamteisen verarmt und sehr stark an MgO und CaO abgereichert. Die Alkalien und auch P2O5 zeigen recht hohe Konzentrationen. Die Summe der Alkalien Na2O + K2O ist mit 9,17 Gewichtsprozent recht hoch und weist das Gestein als Alkaligranit aus.

## Geophysik
Modellierungen anhand von Schwerkraftmessungen (mit einer Dichte von 2600 Kilogramm pro Kubikmeter für den Saint-Silvain-Bas-le-Roc-Leukogranit) bestätigen die abgeplattete Tropfengestalt der Intrusion. Sie erscheint wurzellos und setzt in einer Tiefe von 3 Kilometer ein. Der Kontakt zum Boussac-Migmatit taucht relativ flach nach Norden ab, wohingegen der Kontakt im Süden zum Toulx-Sainte-Croix-Leukogranit steil erfolgt. Auch der Kontakt zum Chanon-Granit ist steilstehend und scharf.
Der Leukogranit erzeugt eine negative residuelle Schwereanomalie von – 7,5 Milligal bei einer Gesamtanomalie von – 46 Milligals – somit die niedrigsten Werte im Marche-Terran.

## Tektonik
Der Saint-Silvain-Bas-le-Roc-Leukogranit ist so gut wie nicht duktil verformt. Er wurde jedoch im spröden Bereich beansprucht und wird von zahlreichen N 080 streichenden Brüchen durchzogen. Die Brüche laufen mehr oder weniger parallel zur Marche-Störung und sind sehr wahrscheinlich durch späte Bewegungen an dieser Terrangrenze verursacht worden (eventuelle Abschiebungen).

## Alter
J. C. Baubron konnte an Feldspäten mittels der Rubidium-Strontium-Methode ein Alter von 294 ± 19 Millionen Jahren ermitteln – ein unterpermisches Alter aus dem Sakmarium. Der Saint-Silvain-Bas-le-Roc-Leukogranit ist somit eine sehr junge Manifestation der spät- bis postorogenen Leukogranitgeneration des Zentralmassivs.